# Денят на Чакала (филм)
„Денят на Чакала“ (на английски: The Day of the Jackal) е британско-френски филм от 1973 година, политически трилър на режисьора Фред Зинеман по сценарий на Кенет Рос, базиран на едноименния роман от 1971 година на Фредерик Форсайт. Главните роли се изпълняват от Едуард Фокс и Майкъл Лонсдейл.

## Сюжет
В центъра на сюжета е професионален убиец, нает от националистическата Тайна въоръжена организация да убие през лятото на 1963 година френския президент Шарл дьо Гол, и опитите на полицията да предотврати атентата.

## В ролите
| Актьор                | Роля                                                   |
| --------------------- | ------------------------------------------------------ |
| Едуард Фокс           | наемен убиец по прякор „Чакала“                        |
| Майкъл Лонсдейл       | Клод Лебел, най-добрият полицейски комисар във Франция |
| Терънс Александър     | Лойд                                                   |
| Мишел Оклер           | полковник Ролан                                        |
| Алън Бадел            | министър на вътрешните работи на Франция               |
| Тони Бритън           | инспектор Томас                                        |
| Денис Кери            | Касон                                                  |
| Ейдриън Кайла-Льогран | президент на Франция Шарл дьо Гол                      |
| Сирил Кюсак           | оръжейник                                              |
| Морис Денам           | генерал Колбер                                         |
| Върнън Добчъв         | следовател                                             |
| Жак Франсоа           | Паскал                                                 |
| Олга Жорж-Пико        | Дениз                                                  |
| Реймънд Жером         | Флавини                                                |
| Бари Ингам            | свещеник                                               |
| Дерек Джакоби         | Карън                                                  |
| Джийн Мартин          | Воленски                                               |
| Роналд Пикап          | фалшификатор                                           |
| Ерик Портър           | полковник Марк Роден, ръководителят на ОАС             |
| Антон Роджърс         | Бърнард                                                |
| Делфин Сериг          | графиня Колет-де-Монпелие                              |
| Доналд Синден         | Малинсън                                               |
| Жан Сорел             | полковник Жан Бастиен-Тири                             |
| Дейвид Суифт          | Монтклер                                               |
| Тимъти Уест           | Бертие                                                 |
| Филип Леотар          | жандарм                                                |

## Интересни факти
- Производителите на филма братя Вулф предлагат ролята на Чакала на британската филмова звезда Майкъл Кейн, но режисьорът Зинеман избира по-малко известен актьор – Едуард Фокс. Въпреки това, 14 години по-късно Кейн все пак играе във филмовата адаптация на романа на Фредерик Форсайт „Четвъртият протокол“.
- В този филм Зинеман използва същата техника, която създава съспенс – през 1952 г. в уестърна „Точно по пладне“ е повтарящ се кадър на часовник. И ако в уестърна са 12 такива кадри, то сега те са станали много повече – 31.
- Когато в Генуа Чакала се договаря с оръжейника, в италианско списание може да се види на снимка на президента Джон Ф. Кенеди и статия за посещението му в Европа. Може би това е един фин намек за бъдещото покушение на американския президент, който за разлика от опита за убийство на де Гол приключва с трагичната смърт на Кенеди.
- Въпреки че действието на филма се развива в годините 1962 – 1963, създателите на филма не полагат никакви усилия, за да се избегне попадането в кадрите на модели автомобили, чието производство е започнало много по-късно, например – Peugeot 504 (производство от 1968 г.), Renault 12 и Fiat 128 (производство от 1969 г.)
- Според спомените на режисьора, актьорът, който играе Шарл де Гол, толкова прилича на него, че по време снимките на парада няколко парижани втурват радостно да посрещат „нашия президент“, но по това време, де Гол е бил мъртъв от две години.
- Заснемането се провежда във Франция, Великобритания, Италия и Австрия. Във Франция, на създателите на филма е било позволено да се стреля в сградата на Министерството на вътрешните работи.
- Годишният парад по Шанз-Елизе е бил заснет на два етапа. Първоначално, на 14 юли, режисьорите заснемат тълпата от хора, полицейските кордони, маршируващите войници и военната техника. На следващия ден полицията разчиства Шанз-Елизе от туристи и жители на Париж, и създателите на филма са били в състояние да заснемат допълнителните сцени.

## Награди и номинации
| Категория                        | Номиниран(и)                | Резултат  |
| Оскар                            | Оскар                       | Оскар     |
| -------------------------------- | --------------------------- | --------- |
| Най-добър филмов монтаж          | Ралф Кемплън                | номинация |
| BAFTA                            |                             |           |
| Най-добър филмов монтаж          | Ралф Кемплън                | награда   |
| Най-добър филм                   | Джон и Джеймс Улф           | номинация |
| Най-добър режисьор               | Фред Зинеман                | номинация |
| Най-добър сценарий               | Кенет Рос                   | номинация |
| Най-добр звук                    | Николас Стивънсън, Боб Алън | номинация |
| Най-добра поддържаща мъжка роля  | Майкъл Лонсдейл             | номинация |
| Най-добра поддържаща женска роля | Делфин Сериг                | номинация |
| Златен глобус                    |                             |           |
| Най-добър сценарий               | Ралф Кемплън                | номинация |
| Най-добър филм – драма           | Джон и Джеймс Улф           | номинация |
| Най-добър режисьор               | Фред Зинеман                | номинация |